# Липковский, Василий Константинович
Васи́лий Константи́нович Липко́вский (иногда Липки́вский, укр. Васи́ль Костянти́нович Липкі́вський; 7 (19) марта 1864, село Попудня, Липовецкий уезд, Киевская губерния (ныне Монастырищенский район Черкасской области Украины) — 27 ноября 1937, Киев) — украинский религиозный деятель, основатель, идеолог и первый предстоятель неканонической Украинской автокефальной православной церкви (УАПЦ) с титулом «Митрополит Киевский и всея Украины» (1921—1927), церковный реформатор, проповедник, педагог, публицист, писатель и переводчик. За время митрополичьего служения приложил большие усилия к развитию УАПЦ. Посетил с личными визитами более 400 приходов, где встречался с верными УАПЦ и проповедовал. Совершил многочисленные переводы на украинский язык богослужебной и религиозной литературы. Является автором «Истории Украинской церкви».
В возрасте 73 лет расстрелян по приговору тройки НКВД. Точное место захоронения неизвестно (на Лукьяновском кладбище в Киеве установлен символический памятный крест). В 1989 году реабилитирован «за отсутствием состава преступления». Решением III Поместного собора УАПЦ канонизирован 27 ноября 1997 года как священномученик.

## Биография
Будущий митрополит Василий Липковский родился 19 марта (7 марта по старому стилю) 1864 года в селе Попудня (ныне Монастырищенский район, Черкасская область, Украина, тогда Уманский уезд, Киевская губерния) в семье сельского священника.
Начальное образование Василий Липковский получил в Уманском духовном училище, где учился в 1873—1879 годах. В 1879—1884 годах учился в Киевской духовной семинарии, по окончании которой его как лучшего ученика направили в Киевскую духовную академию, которую он закончил в 1889 году с учёной степенью кандидата богословия, защитив диссертацию о борьбе Маккавеев с сирийскими царями, её причины и значение в истории иудеев.
В 1890 году 25-летнего Василия Липковского назначен законоучителем Черкасской гимназии, а через год — 20 октября 1891 года — он был рукоположен в сан священника. В 1892 году назначен настоятелем собора в городе Липовцы Киевской губернии и уездным наблюдателем церковно-приходских школ Липовецкого уезда — организатором школьной сети. В 1903 году Василий Липковский был возведён в сан протоиерея. В том же году школьный совет при Священном Синоде назначила молодого богослова на должность директора новооткрытой Киевской церковно-учительской школы — учебного заведения, готовившего кадры для церковно-приходских школ.
Уже в молодые годы Липковский расценивал Русскую православную церковь, бывшую тогда государственной, как один из инструментов в руках высших чиновников Российской империи, задачей которого было воспитывать лояльное отношение народов империи. Также Василий Липковский выступал против бесправия церковных общин и произвола высшего духовенства и монастырей, по мнению молодого священника «образовало огромную пропасть между внешним величием и внутренним ничтожеством Церкви, которая держалась государственно—полицейской поддержкой». Критически относился к церковно-славянскому языку богослужения на территории Украины.
В 1905 году после начала первой русской революции уволен с работы за украинские национальные убеждения. 19 сентября 1905 года определён на священническое место к Киево-Покровской Соломенской церкви (впоследствии её настоятель), преподавал в школах.
В начале 1917 года, вместе с протоиереем С. Потехиным, священником Н. Мариничем и поселившимся в Киеве архиепископом Алексием (Дородницыным), бывшим Владимирским, возглавил украинское религиозно-общественное движение за автокефалию Украинской Православной Церкви. Весна и лето 1917 года прошли под знаком съездов, различных сборов уполномоченных от духовенства, церковного актива, мирян, епархий, уездов, приходов, на которых главное место заняли вопросы о возобновлении соборных и выборных начал в церкви, о переводе богослужения на украинский язык, о возведении храмов в национальном украинском стиле. Наиболее радикальные активисты выступали с идеей созыва Всеукраинского церковного собора, который бы решил дальнейшую судьбу православной церкви в Украине. Результатом таких поисков стало образование «Братства воскресения Христа» и Всеукраинской Православной Церковной Рады, куда вошёл и Василий Липковский.
При активном участии «Братства» в ноябре 1917 года сторонники автокефалии сформировали Оргкомитет по созыву Всеукраинского Церковного Собора. Уже вскоре он был реорганизован во временную Всеукраинскую православную церковную раду (ВПЦР), которая и возглавила церковное движение к созыву собора и организацию самого собора. По решению ВПЦР Собор должен был состояться 7 января 1918 года, на Рождество, однако этому помешала война. Впоследствии дату созыва собора ещё несколько раз переносили.
В апреле 1919 года при активном участии Василия Липковского ВПЦР провела 2-й сбор, где было принято начать образование украинских приходов.
22 мая 1919 в Николаевском соборе на Печерских холмах в Киеве в сопровождении хора под управлением Николая Леонтович Василий Липковский лично отслужил первую литургию на украинском языке.
В июле 1919 года стал настоятелем Софийского собора и развернул активную деятельность по созданию украинских приходов, а также активно занимался переводом богословских и литургических текстов на родной язык, поскольку считал богослужение на украинском языке одной из основ новой украинской церкви. Очевидцы отмечали образный язык страстных проповедей Липковского: в них он сравнивал течение жизни Церкви с течением Днепра, а дух служения — с куполом храма и призвал верующих к единению с чистым воздухом неба.

## Во главе УАПЦ
5 мая 1920 ВПЦР обратилась с письмом к украинской православной общественности, в котором провозгласила автокефальную православную церковь на Украине. Ситуация, правда, осложнялась отсутствием собственного епископата. Лихорадочные поиски ВПЦР епископов — сторонников автокефалии — при отсутствии материальных средств, без государственной поддержки, при неопределённости самой рады, были нелегкими. Усилиями Липковского и его единомышленников 11—27 октября 1921 года в Софии Киевской наконец прошёл «Всеукраинский собор духовенства и мирян», который утвердил провозглашённую 1 января 1919 года автокефалию Украинской православной церкви и избрал Липковского митрополитом.
Ни один из канонических епископов Украины и мира не признал автокефалии Липковского и не согласился совершить каноническое рукоположение. В ответ на это участники Собора под влиянием Липковского подчеркнули, что благодать Святого Духа присуща не отдельным епископам, а Церкви в целом, то есть общине верных, и именно поэтому, по их мнению, украинская церковь также имела полное право положить на избранника свои руки и свести на него благодать Святого Духа. Таким образом, 23 октября 1921 года в нарушение целого ряда канонов Православной церкви Липковского «рукоположили» священники и миряне, отчего всех клириков УАПЦ стали именовать самосвятами. «Хиротония» проходила следующим образом: каждый из присутствовавших в соборе встал на колени и положил руку на левое плечо соседа, стоящего впереди. У стен стояли миряне, ближе к середине — диаконы, в центре — священники, возложившие руки на Евангелие, лежавшее на голове у Липковского. Очевидцы вспоминали необычайный душевный подъём, охвативший всех присутствовавших при рукоположении. Несколькими днями позже аналогичным образом был рукоположён во архиепископа Киевского Нестор Шараевский. После этого Липковский и Шараевский, будучи уже «законными» иерархами, «рукоположили» протоиерея Михновского во епископа Черниговского, протоиерея Иоанна Теодоровича — во епископа Винницкого, протоиерея Орлика — во епископа Нежинского, Ярещенко — во епископа Полтавского и Лубенского. Хиротония последнего проходила по чину Православной церкви.
Ни одна из поместных церквей, в том числе Грузинская, не признала УАПЦ и самосвятских хиротоний. В одном из своих обращений к православному духовенству ВПЦР таким Липковский так отстаивал правильность принятых решений: «Вас волнует страх перед нарушением старых канонов. Раскройте же глаза и поймите, что в общем разрушения всего старого неизбежно должны разрушаться её старые тесные здания прошлой церковной жизни и строиться новые, просторные… <…> Вы боитесь, что этой нашего деяния не признает Всемирная Церковь? Но Всемирная Церковь, которая строится на основе православной веры <…> Церковь жива, Церковь будущего безусловно это событие, как следствие новой жизни, признает. А Всемирная Церковь прошлого, Церковь — руина, где она? Пусть не страшат вас анафемы, которыми осыпают нас руководители и представители старой церкви-гроба. Не нас, а самих себя они отлучают от жизни к смерти».

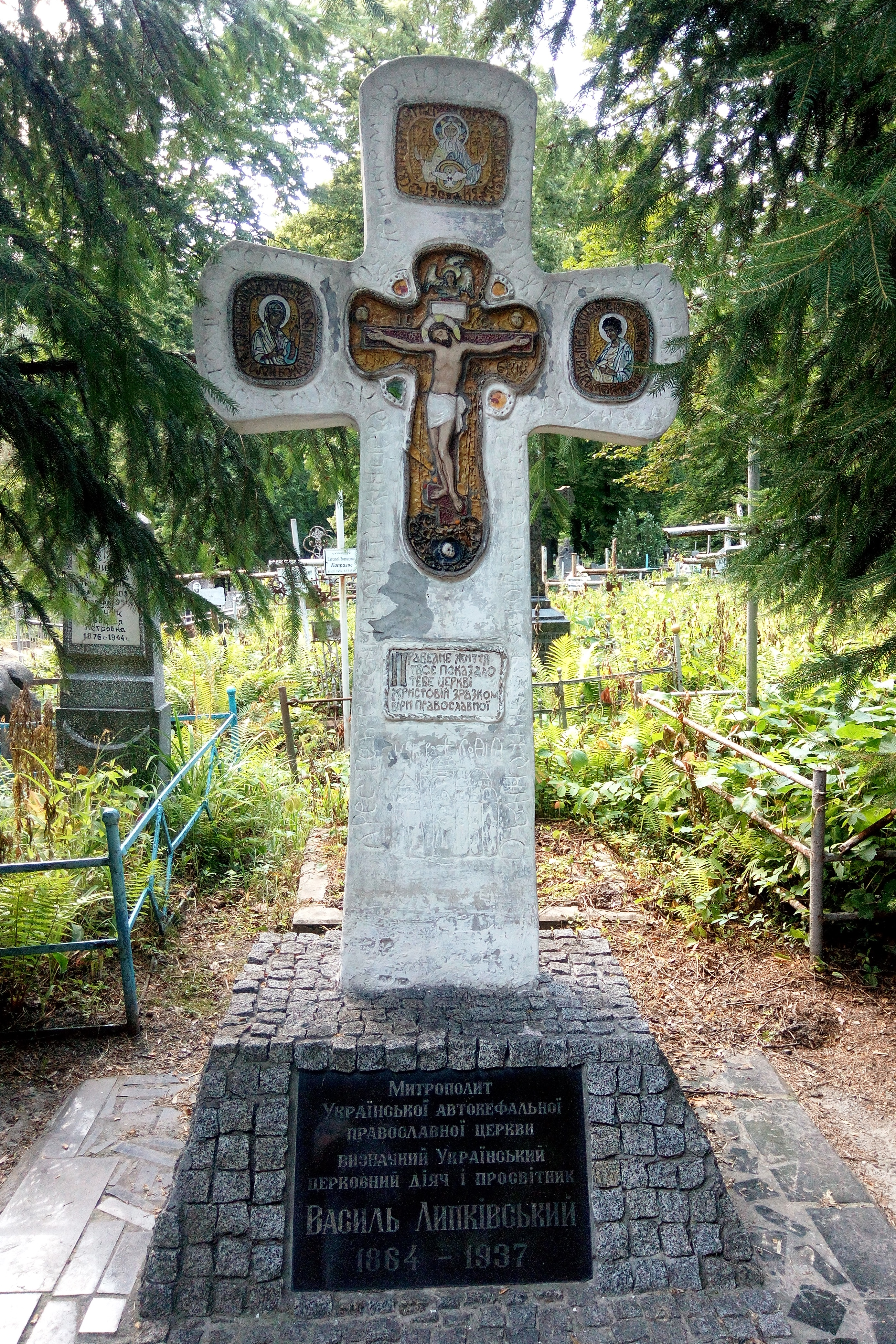
Крест на символической могиле Василия (Липковского) на Лукьяновском кладбище

C началом активных процессов развития УАПЦ, её основатель сразу же столкнулся с проблемами как теоретического, так и практического характера. Главной для Василия Липковского, очевидно, оставалась проблема церковного устройства. Собор 1921 года, во-первых вопреки канонам рукоположил первоиерарха без присутствия епископов. Было принято решение впредь придерживаться принципа рукоположения епископов с участием двух и более иерархов. Во-вторых, Собор выходил из демократической идеи равноправия в правах церковного управления мирян и клира, что на практике понижало положение духовенства. Это касалось и самого Липковского, который в соответствии с решениями «Собора» не обладал значительной властью и мыслился как «первый среди равных в составе Епископата УАПЦ». Хотя «Собор» (или по его поручению ВПЦР) избирал его «для управления и упорядочения церковной жизни», эти функции были сильно ограничены. «Митрополит» был почётным главой, первым советчиком и представителем ВПЦР, мог руководить в ней отделом или комиссией, но при голосовании имел равный голос с другими её членами. Его контакты с местными организациями УАПЦ ограничивались. Липковский защищая такую модель управления, утверждал, что священники приобретают авторитет, духовную власть собственными усилиями, нравственными поступками, а не выполнением административных функций. Тем не менее нехватка священников привела к поспешному рукоположению во епископов и священников неподготовленных лиц, что негативно влияло на жизнедеятельность УАПЦ, отталкивало от неё большое количество верующих. Василий Липковский с грустью писал, что в церкви «во время наибольшей народной метели залетело немало лёгкого, просто авантюристского пороха».
Распространение влияния УАПЦ среди населения тормозилось еще и вследствие частой переориентации верующих с патриаршей церкви в автокефальную и наоборот и захвата храмов. Между церковными группировками нередко возникали конфликты, а то и настоящие драки, что также осложняло положение новой церкви на местах.
Василий Липковский активно продвигал идею создания украинской национальной церкви. Несмотря на сопротивление большей части православного духовенства, проводил украинизацию церковной жизни, способствовал переводу церковных книг на украинский язык. Лично посетил около 500 приходов, отстаивая авторитет УАПЦ на Украине.
17 октября 1927 года делегаты Всеукраинского церковного собора под давлением части епископата УАПЦ во главе с епископом П. Ромадановым, проголосовали за снятие с Василия Липковского «бремени митрополичьего служения».
22 октября 1937 года был в очередной раз арестован, 20 ноября осуждён тройкой при Киевском управлении НКВД СССР к смертной казни и вскоре расстрелян. Похоронен на Лукьяновском кладбище Киева.

## Труды
Василий Липковский — проповедник и переводчик богословских текстов на украинский язык, автор ряда теологических трудов:
- Православная Христова Церковь Украинского Народа (1951),
- Возрождение Церкви на Украине 1917—1930 (1957)
- Возрождение Украинской Церкви (1961),
- Проповеди на воскресенье и в праздники (1969) и др.

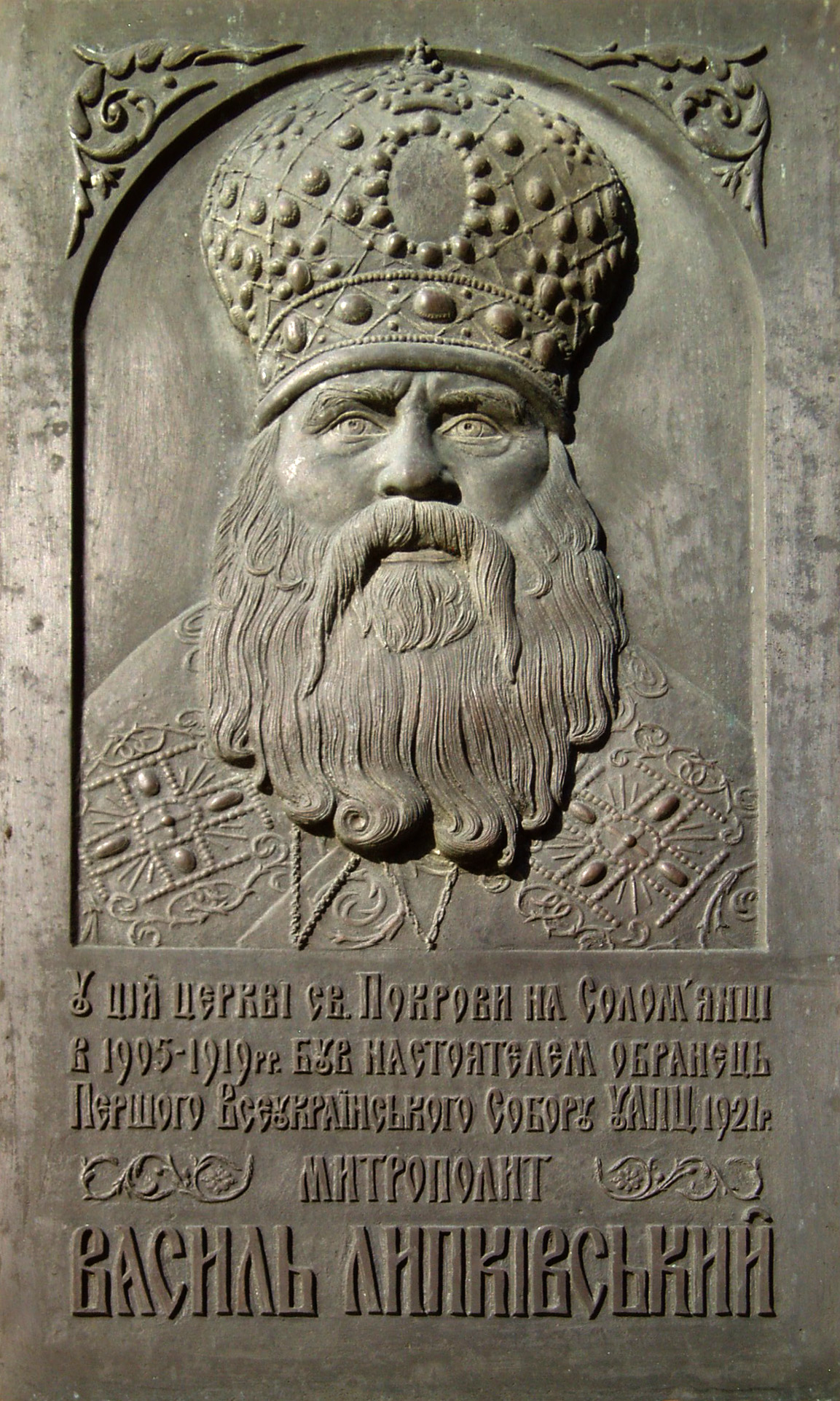
Мемориальная доска в честь митрополита Василия (Липковского) в Киеве

## Память
- В Саут-Баунд-Бруке, США митрополиту Василию (Липковскому) в 1983 установлен памятник. Ему же в 2000 году на средства общины УАПЦ по инициативе митрополита Мефодия сооружён памятник в Тернополе (Украина).
- В Киеве в 2012 улица Урицкого переименована в ул. Митрополита Василия Липковского.
- На Покровском храме в его честь установлена мемориальная табличка.
- 18 января 2019 года в Черкассах был открыт памятник.